# Josep Virgili i Sanromà

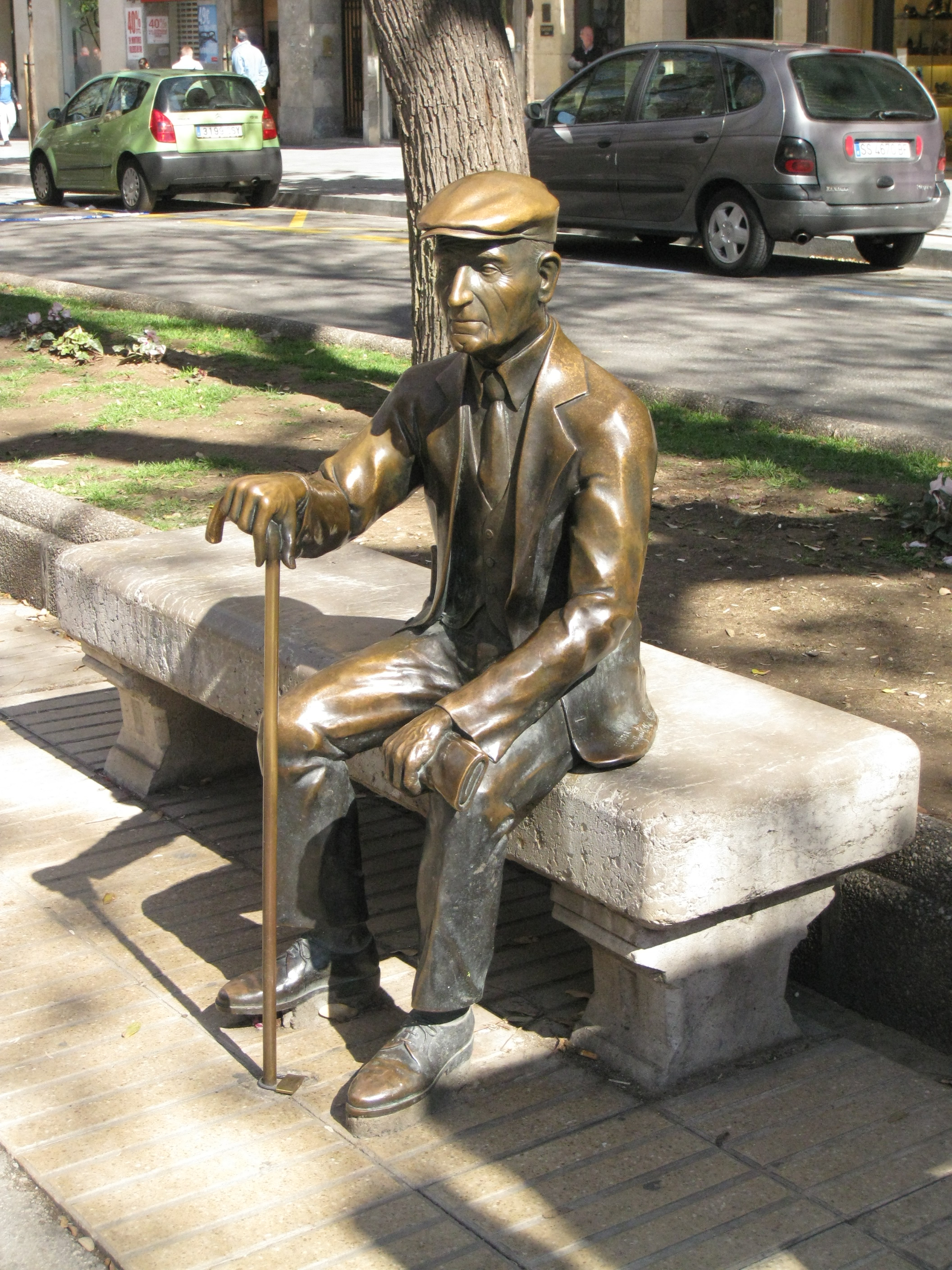
Estàtua de l'avi Virgili a la Rambla Nova de Tarragona.

Josep-Pau Virgili i Sanromà (Tarragona,14 de juliol de 1895 - 1993) va ser un impressor i bibliòfil català, conegut popularment com l'avi Virgili.

## Biografia
Des de petit s'aficionà a transcriure les notes locals que apareixien als diaris i revistes de l'època. Estudià a l'escola pública Pau Delclòs i entrà d'aprenent d'impressor a la casa d'Arís, on aprengué l'ofici de linotipista. Durant la postguerra passà uns dies a la presó per imprimir fulletons antifranquistes. Considerat el degà dels escriptors de la ciutat de Tarragona, l'ajuntament de Tarragona li va concedir el diploma dels Serveis Distingits per Santa Tecla de l'any 1973. Òmnium Cultural del Tarragonès va atorgar-li el guardó de Tarragoní Fidel arran de la seva tasca per a preservar els valors històrics, culturals i socials de Tarragona; fou el primer guardonat per aquest premi que s'inicià el 1978. El 1991 va rebre la Creu de Sant Jordi.

## Obres
- Tarragona i la seva premsa 1900 - 1980
- Llegendes i narracions de Tarragona